# Verneil-le-Chétif
Verneil-le-Chétif est une commune française, située dans le département de la Sarthe en région Pays de la Loire, peuplée de 586 habitants (les Vernaliens).
La commune fait partie de la province historique du Maine, et se situe dans le Haut-Maine (Maine blanc).

## Géographie
La commune est située à la limite du Haut-Anjou sarthois, surnommé le Maine angevin, à 35 km au sud du Mans.

### Lieux-dits et écarts
- Château de Mangé.

### Communes limitrophes
| Mayet         | Mayet               | Lavernat |
| Aubigné-Racan | Verneil-le-Chétif   | Lavernat |
| Aubigné-Racan | Aubigné-Racan, Vaas | Vaas     |

### Climat
Pour des articles plus généraux, voir Climat des Pays de la Loire et Climat de la Sarthe.
En 2010, le climat de la commune est de type climat océanique dégradé des plaines du Centre et du Nord, selon une étude du CNRS s'appuyant sur une série de données couvrant la période 1971-2000. En 2020, Météo-France publie une typologie des climats de la France métropolitaine dans laquelle la commune est exposée à un climat océanique et est dans la région climatique  Moyenne vallée de la Loire, caractérisée par une bonne insolation (1 850 h/an) et un été peu pluvieux. 
Pour la période 1971-2000, la température annuelle moyenne est de 10,9 °C, avec une amplitude thermique annuelle de 14,7 °C. Le cumul annuel moyen de précipitations est de 739 mm, avec 11,3 jours de précipitations en janvier et 7 jours en juillet. Pour la période 1991-2020, la température moyenne annuelle observée sur la station météorologique de Météo-France la plus proche, sur la commune de Luché-Pringé à 17 km à vol d'oiseau, est de 12,4 °C et le cumul annuel moyen de précipitations est de 658,2 mm,. Pour l'avenir, les paramètres climatiques de la commune estimés pour 2050 selon différents scénarios d'émission de gaz à effet de serre sont consultables sur un site dédié publié par Météo-France en novembre 2022.

## Urbanisme

### Typologie
Au 1er janvier 2024, Verneil-le-Chétif est catégorisée commune rurale à habitat très dispersé, selon la nouvelle grille communale de densité à sept niveaux définie par l'Insee en 2022.
Elle est située hors unité urbaine et hors attraction des villes,.

### Occupation des sols
L'occupation des sols de la commune, telle qu'elle ressort de la base de données européenne d’occupation biophysique des sols Corine Land Cover (CLC), est marquée par l'importance des territoires agricoles (77,8 % en 2018), une proportion sensiblement équivalente à celle de 1990 (78,1 %). La répartition détaillée en 2018 est la suivante : 
terres arables (42,6 %), prairies (22,1 %), forêts (19,3 %), cultures permanentes (8,6 %), zones agricoles hétérogènes (4,6 %), zones urbanisées (3 %). L'évolution de l’occupation des sols de la commune et de ses infrastructures peut être observée sur les différentes représentations cartographiques du territoire : la carte de Cassini (XVIIIe siècle), la carte d'état-major (1820-1866) et les cartes ou photos aériennes de l'IGN pour la période actuelle (1950 à aujourd'hui).

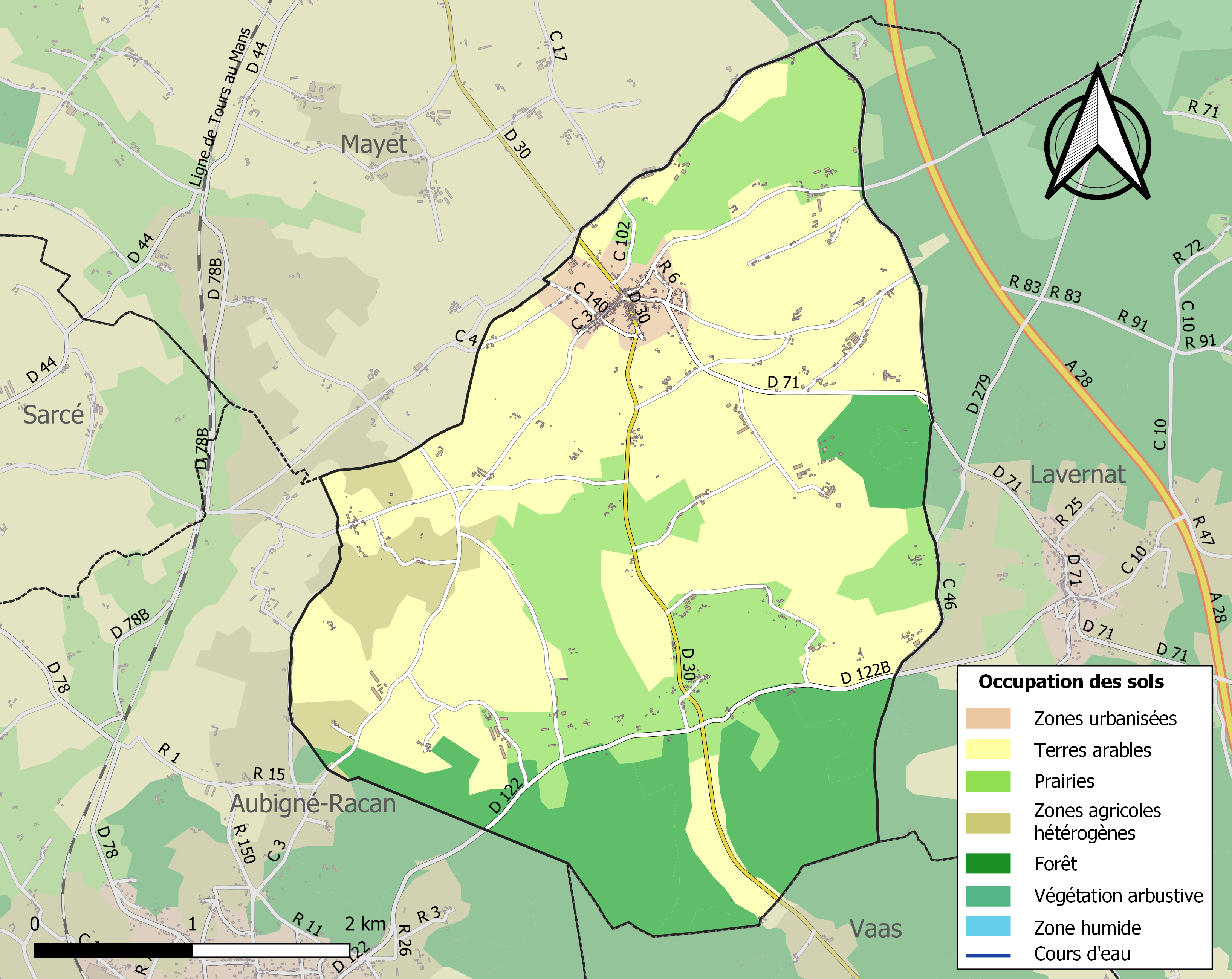
Carte des infrastructures et de l'occupation des sols de la commune en 2018 (CLC).

## Toponymie
Du latin vernolium, « arbre ». Le terme Chétif lui est accolé au XVIIIe siècle, probablement pour le distinguer des autres Verneil ou Verneuil.

## Histoire
La voie antique Tours-Le Mans qui traverse le village porte toujours le nom de « chemin des Romains ».
Sous l'Ancien Régime, la paroisse de Verneil et tous ses fiefs dépendent en partie de la seigneurie de Mangé ou de la Faigne, toutes deux relevant de la sénéchaussée angevine de Château-du-Loir située dans le Maine angevin.

## Politique et administration
| Période                                  | Période   | Identité       | Étiquette | Qualité            |
| ---------------------------------------- | --------- | -------------- | --------- | ------------------ |
| mars 1977                                | mars 1989 | Daniel Herin   |           |                    |
| mars 1989                                | mars 2008 | Louis Carré    |           |                    |
| mars 2008                                | juin 2012 | Jean Pandolfi  |           | Proviseur retraité |
| septembre 2012                           | en cours  | Didier Legrand |           | Retraité SNCF      |
| Les données manquantes sont à compléter. |           |                |           |                    |

## Démographie
L'évolution du nombre d'habitants est connue à travers les recensements de la population effectués dans la commune depuis 1793. Pour les communes de moins de 10 000 habitants, une enquête de recensement portant sur toute la population est réalisée tous les cinq ans, les populations de référence des années intermédiaires étant quant à elles estimées par interpolation ou extrapolation. Pour la commune, le premier recensement exhaustif entrant dans le cadre du nouveau dispositif a été réalisé en 2005.
En 2022, la commune comptait 586 habitants, en évolution de −5,33 % par rapport à 2016 (Sarthe : −0,25 %, France hors Mayotte : +2,11 %).
| 1793  | 1800  | 1806  | 1821  | 1831  | 1836  | 1841  | 1846  | 1851  |
| ----- | ----- | ----- | ----- | ----- | ----- | ----- | ----- | ----- |
| 1 112 | 1 167 | 1 173 | 1 208 | 1 231 | 1 260 | 1 294 | 1 291 | 1 272 |

| 1856  | 1861  | 1866  | 1872  | 1876 | 1881 | 1886 | 1891 | 1896 |
| ----- | ----- | ----- | ----- | ---- | ---- | ---- | ---- | ---- |
| 1 207 | 1 170 | 1 110 | 1 076 | 992  | 986  | 939  | 961  | 940  |

| 1901 | 1906 | 1911 | 1921 | 1926 | 1931 | 1936 | 1946 | 1954 |
| ---- | ---- | ---- | ---- | ---- | ---- | ---- | ---- | ---- |
| 922  | 929  | 918  | 805  | 788  | 803  | 744  | 809  | 808  |

| 1962 | 1968 | 1975 | 1982 | 1990 | 1999 | 2005 | 2006 | 2010 |
| ---- | ---- | ---- | ---- | ---- | ---- | ---- | ---- | ---- |
| 727  | 671  | 564  | 523  | 434  | 522  | 660  | 682  | 622  |

| 2015 | 2020 | 2022 | - | - | - | - | - | - |
| ---- | ---- | ---- | - | - | - | - | - | - |
| 625  | 578  | 586  | - | - | - | - | - | - |

## Lieux et monuments
- Église Saint-Denis des XIe et XVIe siècles de style gothique primitif. Son portail est de 1634. Le nom du curé est gravé sur une des traverses : « A Guimier PBR condidit Anno Domini 1634 » (« A Guimier prêtre l'établit en l'an 1634 »). Au-dessus figurent les initiales JHS et MA qui évoquent Jésus et Marie.
- Chapelle transformée en grange, lavoir de la Fontaine…
- Croix rouge XIXe siècle et 1868 (carrefour en sortie de village en direction d'Aubigné) et autres calvaires.
- Cadran solaire 1886 : il porte les heures mais aussi les saisons, il est le seul en Sarthe à posséder des courbes de temps moyen pour chaque heure vraie.
- Pigeonnier du XVIIIe siècle.
- Château de Mangé des XIe et XIXe siècles a été restauré entièrement et est devenu un gite de séjour.
- Lavoir de la Fontaine du XIXe siècle.
- La vallée des autruches.

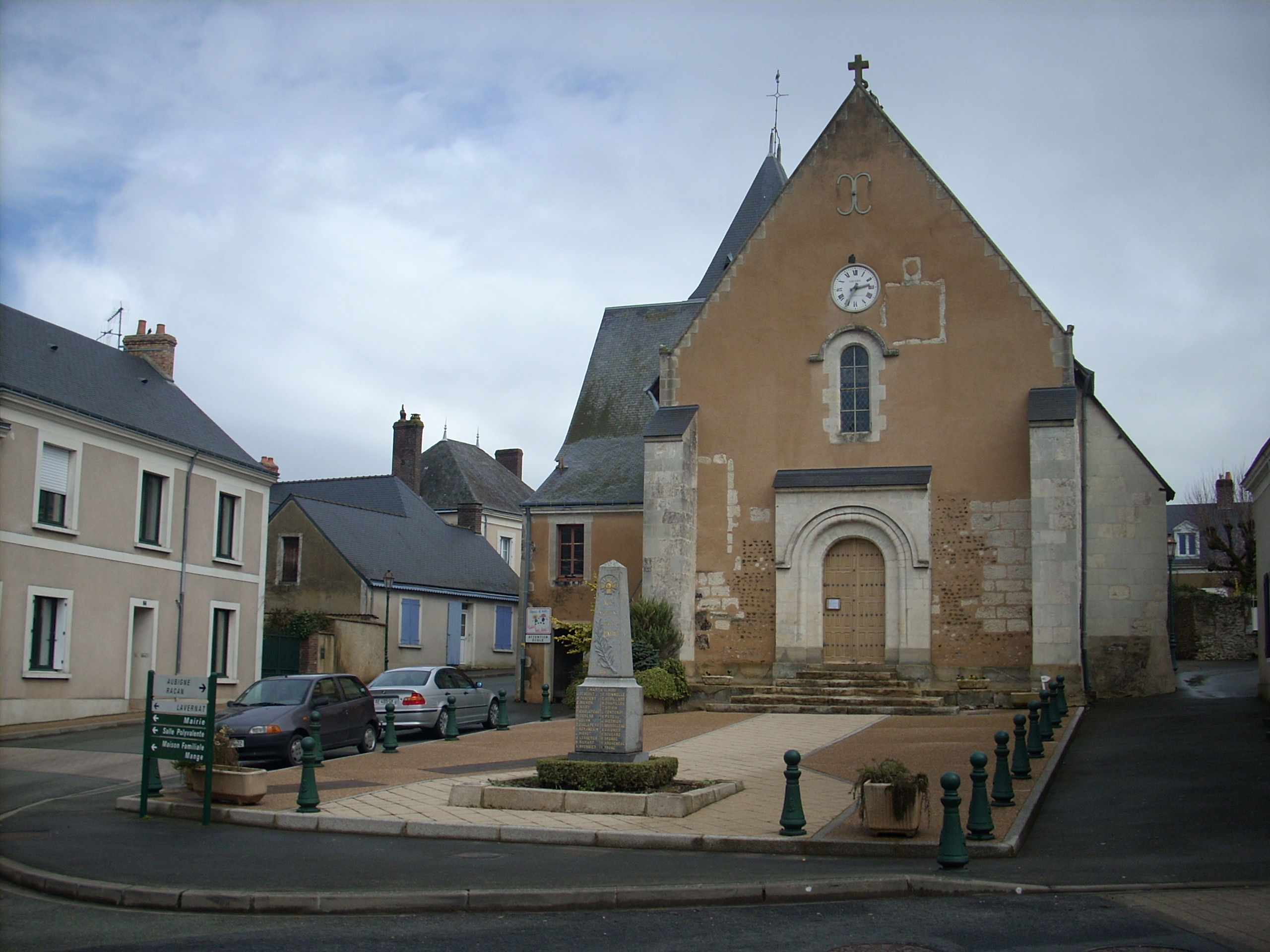
L'église Saint-Denis.
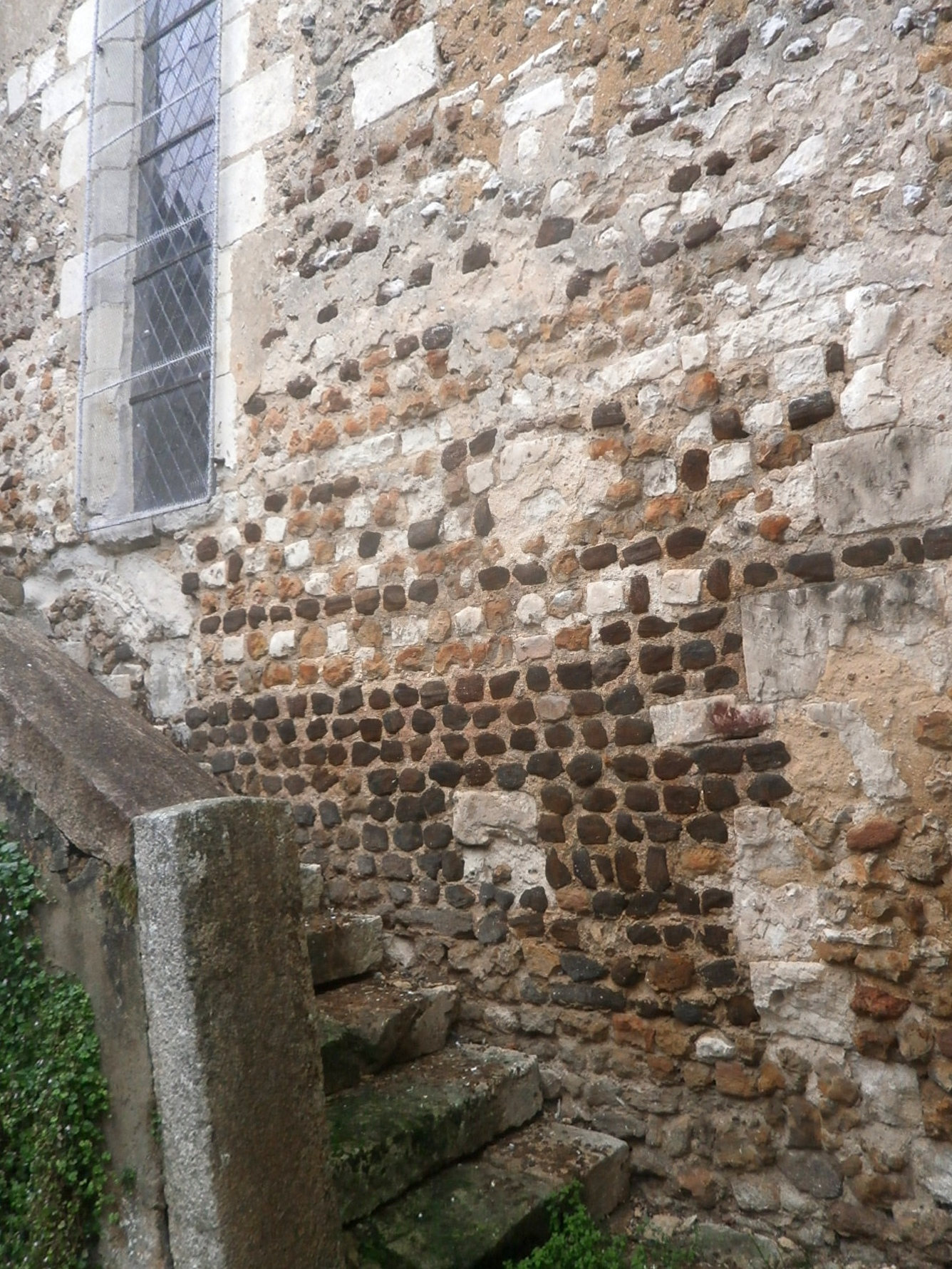
Remplois antiques dans un mur de l'église.
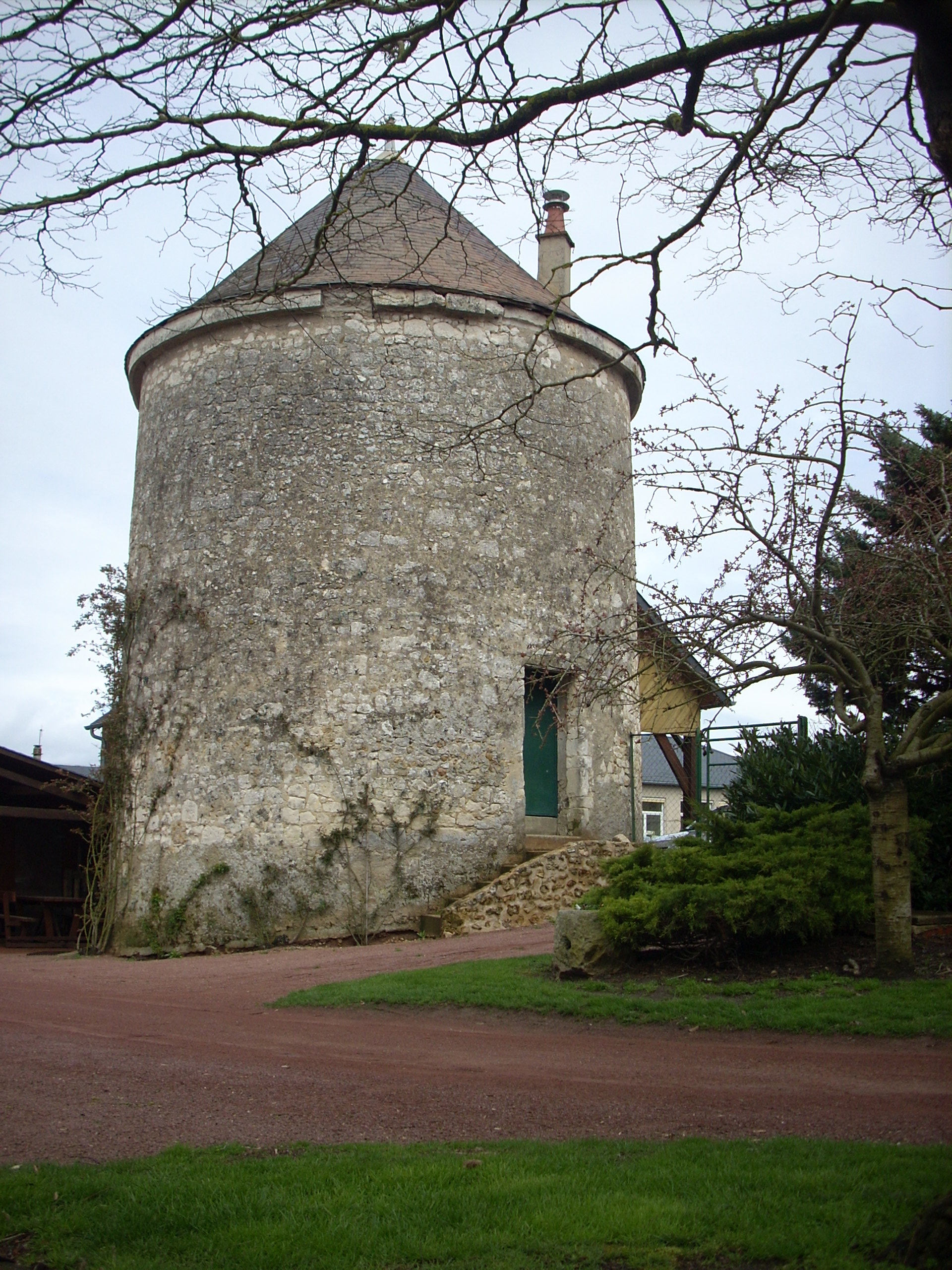
Le pigeonnier.
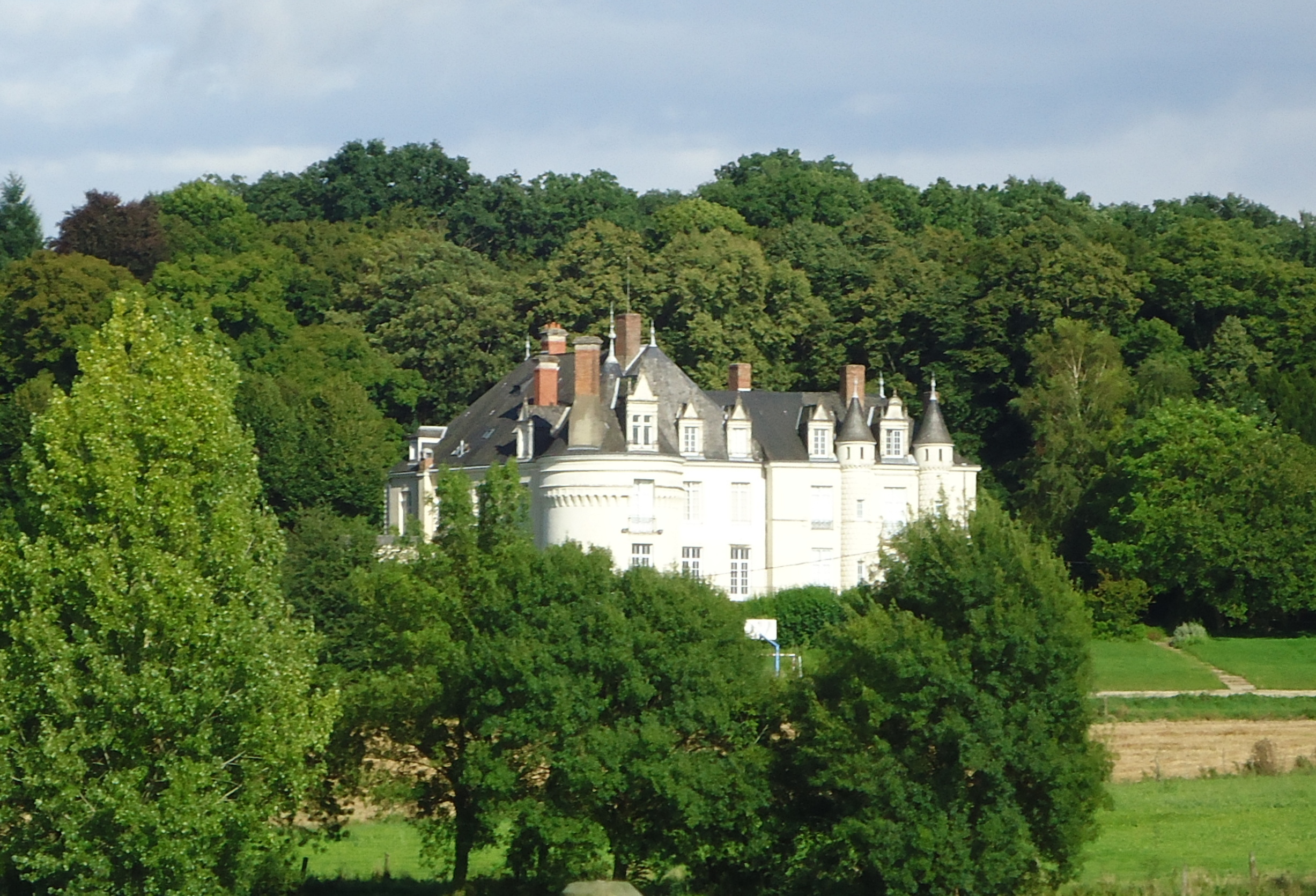
Le château de Mangé.

## Activité et manifestations

### Salle municipale
- Salle polyvalente (200 personnes).

## Personnalités liées
- Lucien Dézécot (1851 à Verneil - 1932), maitre-horloger.
- Jean Pandolfi (1940-2012), proviseur du lycée Montesquieu du Mans (1982-94), maire de Verneil-le-Chétif (2008-2012).
- Patrick Andrivet, universitaire et auteur dix-huitiémiste (1930-2017) a vécu quelques mois avec sa famille à Verneil en 1939 en raison de la déclaration de guerre.